# Bertiliella bathycola
Bertiliella bathycola is een platworm (Platyhelminthes). De worm is tweeslachtig. De soort leeft in het zoute water.
Het geslacht Bertiliella, waarin de platworm wordt geplaatst, wordt tot de familie Bertiliellidae gerekend. De wetenschappelijke naam van de soort werd voor het eerst geldig gepubliceerd in 1975 door Rieger & Sterrer.